# 欧培徒
欧培徒（Fr. Edber Maria Pelzer, O.P.1882年7月23日—1945年5月4日），德国多明我会传教士、天主教汀州宗座监牧区第一任宗座监牧（1925年－1945年）。
1882年7月23日，欧培徒出生于德国。1909年8月1日晋升神父。1923年12月27日，天主教汀州宗座监牧区成立后，于1925年12月21日委任欧培徒神父为第一任宗座监牧。主教座堂设于武平。1945年5月4日，欧培徒去世，享年62岁。